# NGC 71
NGC 71 là một thiên hà hình elip nằm trong chòm sao Tiên Nữ. Nó nằm trong nhóm NGC 68. Thiên hà được R. J. Mitchell phát hiện vào năm 1855 và được Heinrich d'Arrest quan sát vào năm 1865, người đã mô tả nó là "cực kỳ mờ, rất nhỏ, tròn". Thiên hà này rộng khoảng 110.000-130.000 năm ánh sáng, khiến nó chỉ lớn hơn một chút so với dải Ngân Hà. Thiên hà này lớn thứ hai trong nhóm NGC 68, sau thiên hà xoắn ốc NGC 70.